# Mario Beccaria
Mario Beccaria (Sant'Angelo Lodigiano, 18 de junho de 1920 - 22 de novembro de 2003) foi um político democrata cristão italiano.

## Biografia
Nascido em Sant'Angelo Lodigiano em 1920, nos anos 50 fez parte do conselho de administração da Associação musical Amundis, que tinha a intenção de valorizar os cantores e músicos locais. Foi eleito prefeito da sua cidade natal de 1960 até 1964.
Em seguida, foi deputado pela Democracia Cristã por duas legislaturas, de 1968 até 1972 e de 1972 até 1966, ocupando, em seu segundo mandato, também a pasta de secretário da IX Comissão (obras públicas).
Depois de seu falecimento, em 2003, em Sant'Angelo Lodigiano dedicaram-lhe uma rua.